# 다니엘 슈네데르만

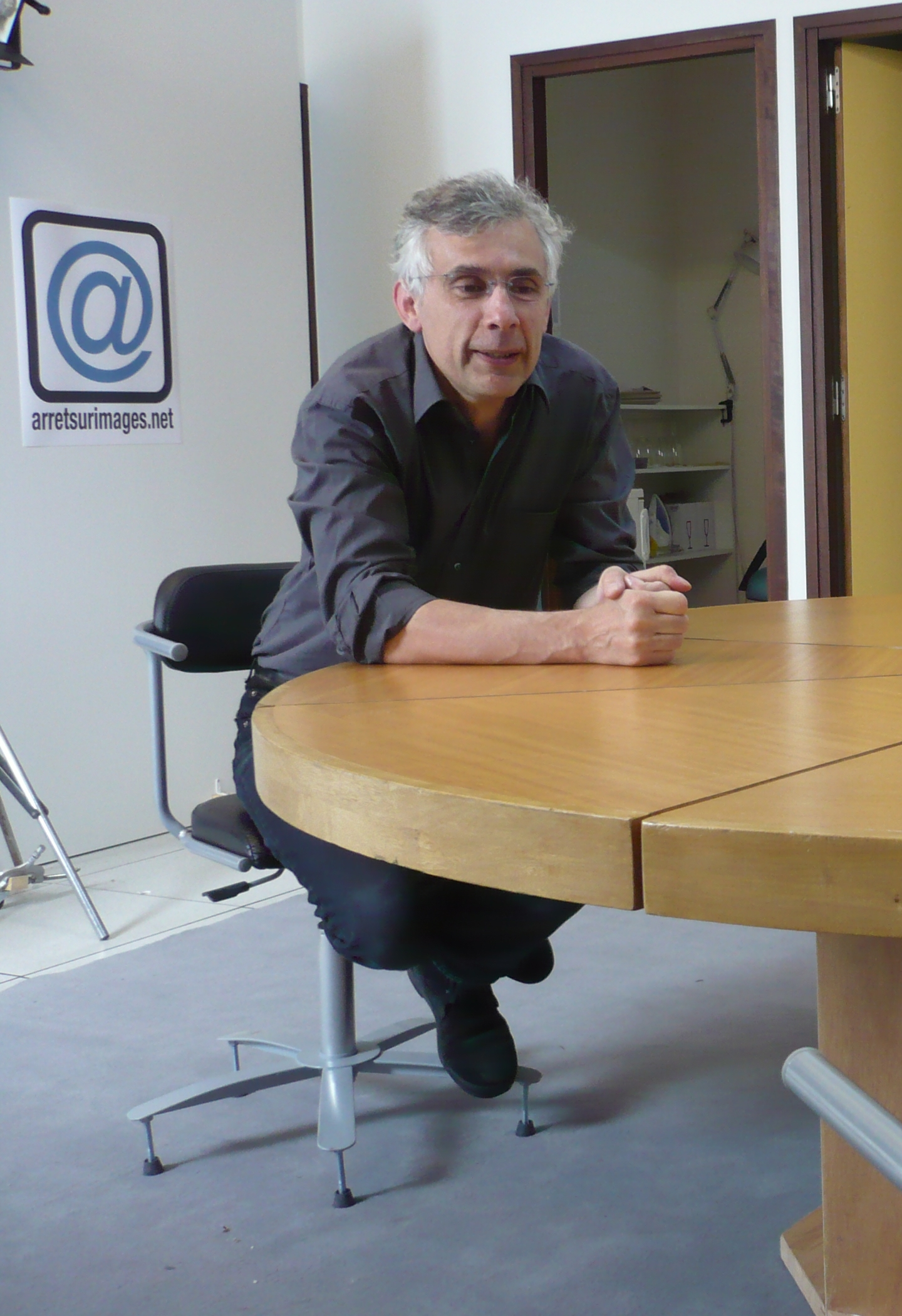

다니엘 슈네데르만(프랑스어: Daniel Schneidermann, 1958년 4월 5일 ~ )은 프랑스의 언론인이다. 파리 출신이다. 르몽드, 리베라시옹 등 유명 일간지의 칼럼리스트로 활동했으며, 프랑스 공중파 TV 프랑스5의 "Arrêt sur images"에 출연하고 있다.